# Exellodendron
Exellodendron es un género con cinco especies de plantas  perteneciente a la familia Chrysobalanaceae. Es originario del norte de Sudamérica y Brasil.

## Taxonomía
El género fue descrito por  Ghillean Tolmie Prance y publicado en Flora Neotropica 9: 195. 1972. La especie tipo es: Exellodendron coriaceum (Benth.) Prance

## Especies aceptadas
A continuación se brinda un listado de las especies del género Exellodendron aceptadas hasta julio de 2011, ordenadas alfabéticamente. Para cada una se indica el nombre binomial seguido del autor, abreviado según las convenciones y usos.
- Exellodendron barbatum (Ducke) Prance
- Exellodendron cordatum (Hooker f.) Prance
- Exellodendron coriaceum (Benth.) Prance
- Exellodendron gardneri (Hook.f.) Prance
- Exellodendron gracile (Kuhlm.) Prance